# Galumna berlesei
Galumna berlesei är en kvalsterart som beskrevs av Oudemans 1919. Galumna berlesei ingår i släktet Galumna och familjen Galumnidae. Inga underarter finns listade i Catalogue of Life.